# Халандрион
Хала́ндрион (греч. Χαλάνδριον ή Χαλάνδρι) — город в Греции, пригород Афин. Расположен на высоте 185 метров над уровнем моря, у подножия Пенделикона, в 7 километрах к северо-востоку от центра Афин. Административный центр одноимённой общины в периферийной единице Северные Афины в периферии Аттика. Население — 74 192 жителя по переписи 2011 года. Площадь — 10,805 квадратного километра. Плотность — 6866,45 человека на квадратный километр. Димархом на местных выборах 2014 года избран Симеон Русос (Συμεών Ρούσσος).
Город расположен между проспектами Кифисьяс и Месойон. По северной окраине города проходит автострада 6 «Аттика». В городе находятся три станции афинского метрополитена: «Халандри», «Дукисис-Плакендиас» и «Номизматокопио».
В 1925 году (ΦΕΚ 48Α) создано сообщество. В 1943 году (ΦΕΚ 22Α) создана община. В 1961 году к городу присоединено упразднённое поселение Полидросон.

## История
Согласно историческим источникам, область Халандриона населена с древних времен и находится на месте Флии, дема Древних Афин. Территория древнего аттического дема занимала современный Халандрион, Врилисию, Айия-Параскеви, Холаргос и окружающие пригороды.
Лексикограф Исихий Александрийский сообщает, что др.-греч. «φλεῖ γέμει, εὐκαρπεῖ, πολυκαρπεῖ» — «изобилие плодами, наполнение, множество плодов», и поэтому, вероятно, «Флия» означает плодоносную землю, богатую растительностью. Нынешнее название восходит, вероятно, к средневековому или османскому периоду. По этой версии название происходит от имени турецкого крупного землевладельца Хала-бея. По другой версии, оно восходит к византийскому периоду и означает ложе, кровать, монашескую спальню или хижину.
Область Флии была населена в бронзовый век (2600—2000 до н. э.) и позднеэлладский период (1550—1100 до н. э.). В классический период из Флии происходил род Еврипида и род Ликомиды, к которому принадлежал Фемистокл. Флия была богата алтарями и храмами.
В римский и раннехристианский периоды Флия, как и вся Аттика, была неоднократно разграблена и опустошена. Христианство начало преобладать во Флии при Юстиниане I, который стремился к искоренению язычества. В византийский и османский периоды нет сообщений об области Флии, вероятно, область была долгий период опустошена, как и находившиеся в упадке Афины, в которых в то время проживало 8 тысяч жителей. Есть сообщения об отряде, который действовал в области Халандриона во время Греческой революции 1821 года и участвовал в обороне Акрополя.
В 1885 году открыта железнодорожная станция «Халандри» на линии Лаврион — Айи-Анарьири. В начале XX века Халандрион представлял собой небольшое село. Афиняне начинают стоить здесь загородные дома. Климат считается сухим и здоровым, поблизости находился сосновый лес, поэтому в домах здесь на излечение поселяют туберкулёзных больных. Популярное место летнего и воскресного отдыха. Здесь находились кафе и кинотеатры. С конца XIX века до 1922 года здесь находилась сельскохозяйственная школа, здания которой были снесены до 1940 года.
В конце 1920-х годов ежедневно ходил поезд по линии Афины — Лаврион, в начале 1920-х годов — первый автобус, который к концу 1920-х годов сменили автомобили британской компании Power and Traction Finance Ltd.
После малоазийской катастрофы вдоль железнодорожной линии на землях, принадлежащих монастырю Пендели, был основан беженский посёлок, первоначально состоящий из лачуг и палаток. 60—70 семей переехали и основали посёлок, позже названный Неон-Психикон.
Ко Второй мировой войне село превращается в город. После середины 1970-х годов город стремительно растёт за счёт жителей, переселяющихся из центра Афин в пригороды.

## Население
| Год  | Население, человек |
| ---- | ------------------ |
| 1920 | 1897               |
| 1928 | 6596               |
| 1940 | 11 297             |
| 1951 | 15 092             |
| 1961 | 25 774             |
| 1971 | 35 944             |
| 1981 | 54 320             |
| 1991 | 67 724             |
| 2001 | 75 327             |
| 2011 | ↘ 74 192           |